# Distrito Escolar Unificado de Deer Valley
El Distrito Escolar Unificado de Deer Valley (Deer Valley Unified School District #97, DVUSD) es un distrito escolar de Arizona. Tiene su sede en Phoenix. El consejo de administración tiene un presidente, un vicepresidente, y tres miembros.

## Escuelas

### Escuelas preparatorias
del barrio
- Boulder Creek High School
- Deer Valley High School
- Barry Goldwater High School
- Mountain Ridge High School
- Sandra Day O'Connor High School